# Dinsmore (Saskatchewan)
Dinsmore est une communauté située dans la province de la Saskatchewan, dans le sud-ouest.